# Чернеччинська волость
Черне́ччинська во́лость — історична адміністративно-територіальна одиниця Новомосковського повіту Катеринославської губернії.
Станом на 1886 рік у складі було 5 поселень, 2 громади. Населення — 5255 осіб (2600 чоловічої статі й 2655 — жіночої), 984 дворових господарств.
|                     | Площа, десятин | У тому числі орної, дес. |
| ------------------- | -------------- | ------------------------ |
| Сільських громад    | 9267           | 7764                     |
| Приватної власності | —              | —                        |
| Іншої власності     | 120            | 95                       |
| Загалом             | 9387           | 7859                     |

Найбільші поселення волості:
- Чернеччина — слобода над лиманами Козацький та Круглий, 3224 особи, православна церква;
- Кременівські хутори — поселення при річці Заплавка (річка), 572 особи;
- Мусієнкови хутори — поселення при річці Заплавка (річка), 509 осіб;
- Шевське — село над затокою Орілище, 691 особа.